# Eldborg
De Eldborg (vuurburcht) is een vulkaan op IJsland. De zogenaamde explosiekrater is op het schiereiland Snæfellsnes te vinden. Hij ligt op een paar honderd meter van de weg af midden in het Eldborgarhaun-lavaveld.
De Eldborg is ettelijke duizenden jaren geleden waarschijnlijk slechts eenmaal actief geweest, en nog een keer tijdens de kolonisatieperiode van IJsland. Deze laatste uitbarsting wordt namelijk in het Landnámabók vermeld.
Andere voorbeelden van explosiekraters op IJsland zijn onder andere Kerið, Hverfell en Ljótipollur.